# Sebastian Jasiński
Sebastian Andrzej Jasiński (ur. 4 października 1953 w Bytomiu) – polski duchowny katolicki, franciszkanin (OFM), profesor nauk teologicznych, specjalista w zakresie biblistyki, kierownik katedry egzegezy Starego Testamentu Uniwersytetu Opolskiego, wykładowca Seminarium Duchownego OO. Franciszkanów w Katowicach-Panewnikach.

## Życiorys
Święcenia kapłańskie przyjął w 1980 roku. Habilitował się w 1992 na Katolickim Uniwersytecie Lubelskim. Specjalizuje się w teologii biblijnej. Jest kierownikiem Katedry Egzegezy Ksiąg Starego Testamentu Wydziału Teologicznego Uniwersytetu Opolskiego oraz Papieskiego Wydziału Teologicznego we Wrocławiu. Wykłada również w Wyższym Seminarium Duchownym Braci Mniejszych w Katowicach.
Sebastian Jasiński jest członkiem Stowarzyszenia Biblistów Polskich, organizatorem pielgrzymek do krajów biblijnych. Należy do Prowincji Wniebowzięcia NMP Zakonu Braci Mniejszych w Katowicach.

## Wybrane publikacje
- Biblijne podstawy nauki o sakramentach, 1992
- Jezus jest Panem: kyriologia Nowego Testamentu, Wrocław 1996, ISBN 83-85880-37-2
- Służcie Jahwe z weselem: kyriologia starotestamentalna na tle środowiska biblijnego, Opole 1998, ISBN 83-86865-72-5
- Jerozolima – promień miłości Jahwe, Kraków 1999, ISBN 83-912251-0-0
- (pod red.) Szukajcie zawsze oblicza Jahwe: personalistyczne perspektywy orędzia biblijnego, Opole 1999,  ISBN 83-88071-20-3
- Historia Izraela na tle słów i czynów symbolicznych proroka Ezechiela, Opole 2003, ISBN 83-88945-14-9
- Komentarz do Księgi proroka Ezechiela. T. 1, Rozdziały 1-10, Opole 2005, ISBN 83-60244-07-3
- (pod red.) Mistrz i uczeń w tradycji biblijnej: autorytet mistrza (Szkoła Seraficka 2), Katowice Panewniki 2008, ISSN 1898-7842
- Komentarz do Księgi proroka Ezechiela. Rozdziały 11–20, Opole 2009, ISBN 978-83-61756-11-8
- Komentarz do Księgi proroka Ezechiela. Rozdziały 21–30, Opole 2013, ISBN 978-83-63950-06-4
- Komentarz do Księgi proroka Ezechiela. Rozdziały 31–39, Opole 2014, ISBN 978-83-63950-41-5
- Komentarz do Księgi proroka Ezechiela. Rozdziały 40–48, Opole 2015, ISBN 978-83-63950-55-2
- Księga Proroka Ezechiela. Nowy komentarz. Wstęp, cz. I, Opole 2016, ISBN 978-83-63950-82-8[4]
- Księga Proroka Ezechiela. Nowy Komentarz. Wstęp cz. II, Opole 2022, ISBN 978-83-67399-00-5[5]
- Księga Proroka Ezechiela. Nowy Komentarz. Wstęp cz. III, Opole 2023, (w druku)
- Księga Proroka Ezechiela. Nowy Komentarz Ez 1–5, Opole 2017, ISBN 978-83-63950-96-5[6]
- Księga Proroka Ezechiela. Nowy Komentarz Ez 6–10, Opole 2017, ISBN 978-83-65860-03-3[7]
- Księga Proroka Ezechiela. Nowy Komentarz Ez 11–15, Opole 2018, ISBN 978-83-65860-17-0[8]
- Księga Proroka Ezechiela. Nowy Komentarz Ez 16–20, Opole 2018, ISBN 978-83-65860-20-0[9]
- Księga Proroka Ezechiela. Nowy Komentarz Ez 21–25, Opole 2019, ISBN 978-83-65860-31-6[10]
- Księga Proroka Ezechiela. Nowy Komentarz Ez 26–30, Opole 2019, ISBN 978-83-65860-48-4[11]
- Księga Proroka Ezechiela. Nowy Komentarz Ez 31–35, Opole 2020, ISBN 978-83-65860-66-8[12]
- Księga Proroka Ezechiela. Nowy Komentarz Ez 36–39, Opole 2021, ISBN 978-83-65860-76-7[13]
- Księga Proroka Ezechiela. Nowy Komentarz Ez 40–44, Opole 2021, ISBN 978-83-65860-81-1[14]
- Księga Proroka Ezechiela. Nowy Komentarz Ez 45–48, Opole 2021, ISBN 978-83-65860-83-5[15]